# Jüdischer Friedhof (Biržai)

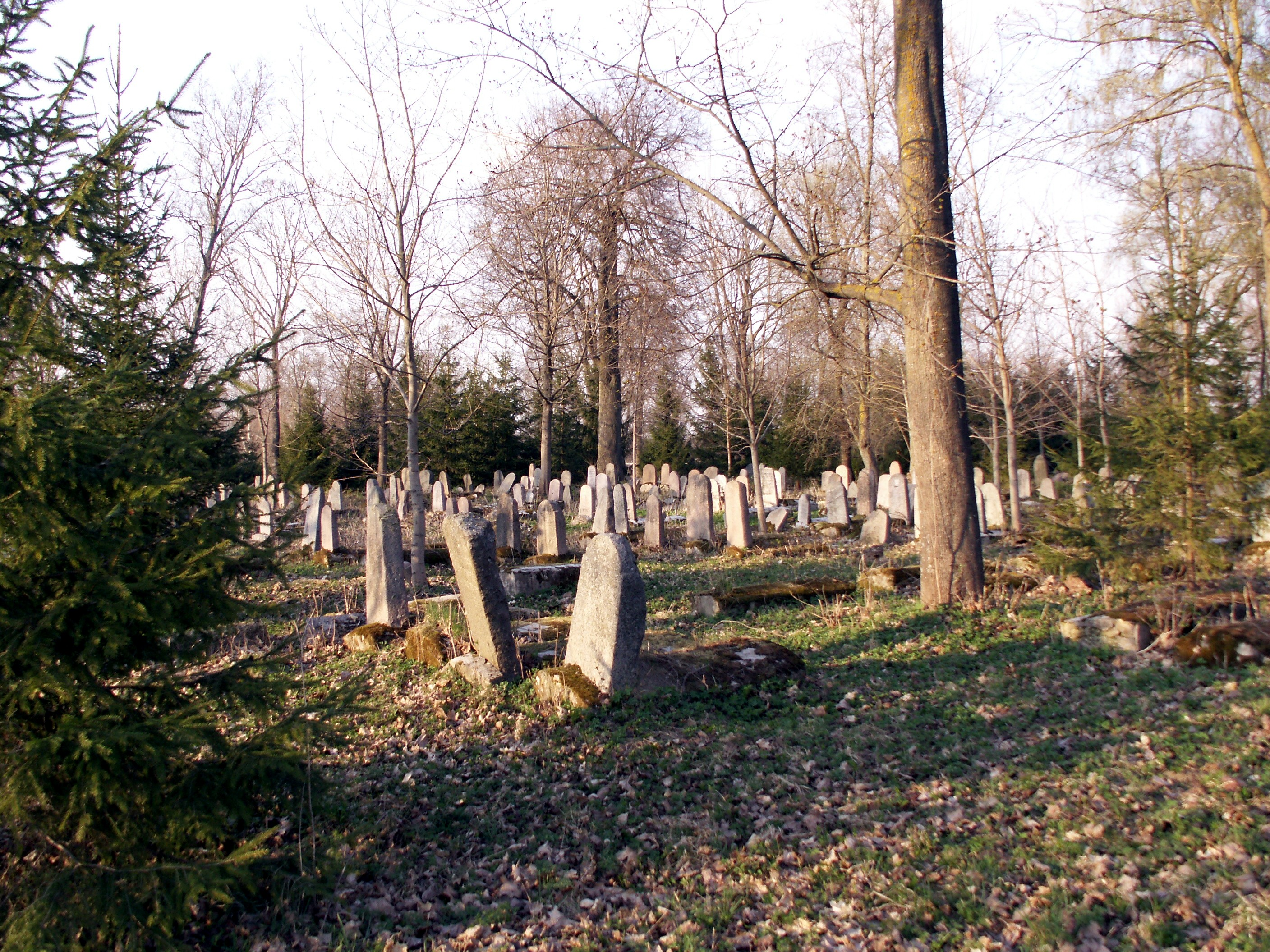
Jüdischer Friedhof in Biržai

Der Jüdische Friedhof in Biržai, einer Stadt im Norden Litauens, wurde im 19. Jahrhundert angelegt. Auf dem jüdischen Friedhof sind heute noch circa 400 Grabsteine erhalten.